# John Frederick Dewey
John Frederick Dewey (* 1937) ist ein britischer Strukturgeologe und ein führender Vertreter der Theorie der Plattentektonik, die unter anderem auf wissenschaftliche Arbeiten aufbaut, welche er in den 1960er- und 1970er-Jahren durchführte. Er ist eine Autorität auf dem Gebiet der Entstehung und Entwicklung von Gebirgsketten.
Dewey erhielt seine Schulausbildung an der Bancroft’s School in London und studierte am Queen Mary and Westfield College und dem Imperial College an der University of London, wo er mit einem B.Sc. und PhD in Geologie abschloss. Nach einer Zeit als Dozent an der University of Manchester (1960–64), der University of Cambridge (1964–70) und der Memorial University of Newfoundland (1971) wurde Dewey als Professor für Geologie an die Staatsuniversität New York in Albany berufen. In dieser Stellung publizierte er eine Reihe von klassischen Arbeiten über die Appalachen in Neufundland und die schottischen und irischen Kaledoniden. Später konzentrierte sich seine Arbeit auf die Entwicklung eines Modells der Entwicklung und orogenetische Geschichte des Himalaya.
Er kehrte im Jahr 1982 nach England zurück, um für vier Jahre eine Stellung als Professor am Lehrstuhl für Geologie der University of Durham anzunehmen. Wie schon einige seiner Vorgänger auf dieser Position, so etwa L.R. Wager, wurde Dewey 1986 an die University of Oxford berufen, an der er bis zu seinem Rücktritt im Jahr 2000 lehrte. Danach kehrte er in die USA zurück, um weiter als Professor der Geologie an der University of California, Davis tätig zu sein.
John Dewey wurde 1985 zum Fellow of the Royal Society (FRS) in London gewählt und empfing zahlreiche Ehrungen und Preise, hier vor allem 1992 die Penrose-Medaille der Geological Society of America und 1999 die Wollaston-Medaille, die höchste Auszeichnung der Geological Society of London. Er ist Mitglied der Royal Astronomical Society (1985), der Academia Europaea (1990), der National Academy of Sciences (1997) und der Royal Irish Academy (2008).

## Werke (Auswahl)
- Evolution of the Appalachian/Caledonian Orogen, Nature, Band 222, 1969, S. 124–129
- mit J. M. Bird: Mountain belts and the new global tectonics, Journal of Geophysical Research, Band 75, 1970, S. 2625–2647
- 1975: Plate Tectonics. Reviews of Geophysics, Band 13, S. 326–332
- 1976: Ophiolite Obduction. Tectonophysics, Band 31, 1976, S. 93–120
- mit C. A. M. Sengor: Aegean and Surrounding Regions - Complex Multi-plate and Continuum Tectonics in a Convergent Zone. Geological Society of America Bulletin, Band 90, 19 79, S. 84–92
- Plate-tectonics and the Evolution of the British-isles. Journal of the Geological Society, Band 139, 1982, S. 371–412
- mit D. H. W. Hutton: Paleozoic Terrane Accretion in the Western Irish Caledonides. Tectonics, Band 5, 1986,  S. 1115–1124
- Extensional Collapse of Orogens. Tectonics, Band 7, 1988, S. 1123–1139
- mit P. D. Ryan: A Geological and Tectonic Cross-section of the Caledonides of Western Ireland. Journal of the Geological Society, Band 148, 1991, S. 173–180
- mit N. J. Soper, P. D. Ryan: Age of the Grampian orogeny in Scotland and Ireland. Journal of the Geological Society, Band 156, 1999, S. 1231–1236
- Transtension in arcs and orogens. International Geology Review, Band 44, 2002 S. 402–439